# Zamek w Szubinie
Zamek w Szubinie – zamek rycerski z XIV wieku zlokalizowany w miejscowości Szubin w województwie kujawsko-pomorskim, nad rzeką Gąsawką, przy ulicy Zamek. Obecnie zachowany w formie ruiny.

## Historia
Zamek zbudowany został w stylu gotyckim w 2 połowie XIV wieku prawdopodobnie przez Sędziwoja Pałukę, początkowo duchownego, późniejszego starostę generalnego Wielkopolski i jednego z „regentów” Królestwa Polskiego w dobie rządów króla Ludwika Andegaweńskiego. W źródłach pisanych pojawia się dopiero w 1435 r. Rozbudowany w XVI wieku. Po pożarze na początku XVII wieku wszedł w posiadanie Krzysztofa Opalińskiego, a w latach 1636-1641 przebudowany na nowożytną rezydencję. Na przełomie XVIII-XIX wieku w czasach Fryderyka Skórzewskiego straciła ona na znaczeniu. Nazywany był Syberią. Przez następne dekada trwała postępująca rozbiórka, która w latach 30. XX wieku była przedmiotem krytyki prasowej i interwencji służb konserwatorskich.
W 2020 roku rozpoczęto rewitalizację ruin zamku rycerskiego w Szubinie.

## Architektura
Faza średniowieczna (gotycka)
Zamek powstał na wzniesieniu wśród rozlewisk Gąsawki, na południe od miasta. Założony został na planie kwadratu o boku 42 m z cofniętym jednym narożnikiem, wjazd do niego prowadził przez most i groblę. Jego zabudowa nie jest dokładnie znana, prawdopodobnie oprócz domu mieszkalnego istniał też budynek bramny od strony północnej, który z czasem uzyskał formę wieży. Do dziś zachowały się fragmenty murów obwodowych, których wysokość obecnie sięga 7 m. W fazie średniowiecznej, łączonej najczęściej z Sędziwojem z Szubina miał on składać się z rozległej wieży mieszkalnej o boku 17,5 m, określanej niekiedy w literaturze mianem pałacu wieżowego (donjon-palais), włączonej w obręb nieco starszych murów obronnych. 
Faza nowożytna (barokowa)

Niewiele wiadomo o zamku nowożytnym, który za sprawą działań budowlanych podjętych przez Krzysztofa Opalińskiego w 1. połowie XVII wieku, a następnie rodzinę Mycielskich w XVIII stuleciu stał się najpierw manierystyczną, a następnie barokową rezydencją z przyległym do niej, otoczonym murem, założeniem ogrodowym. 

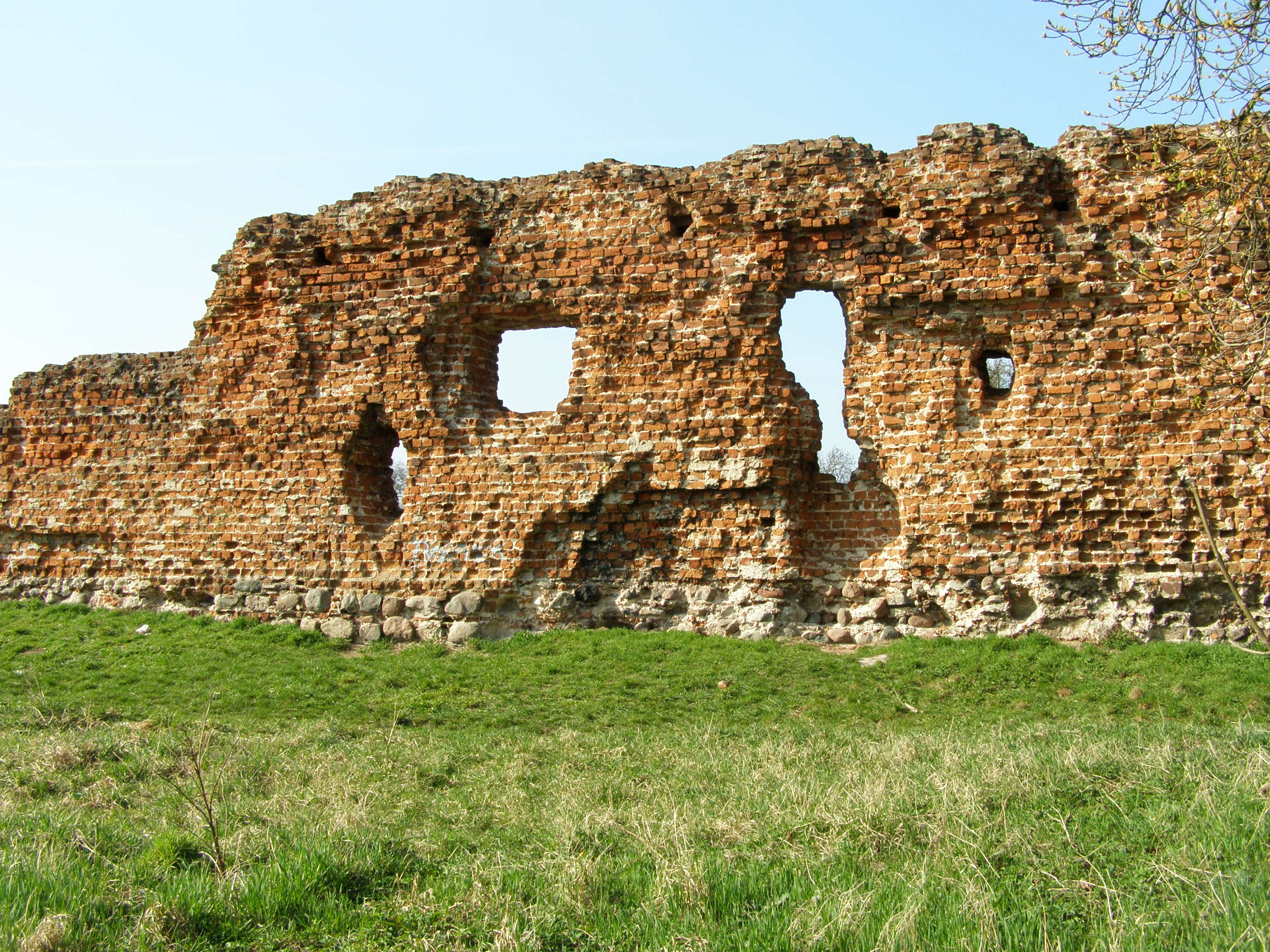
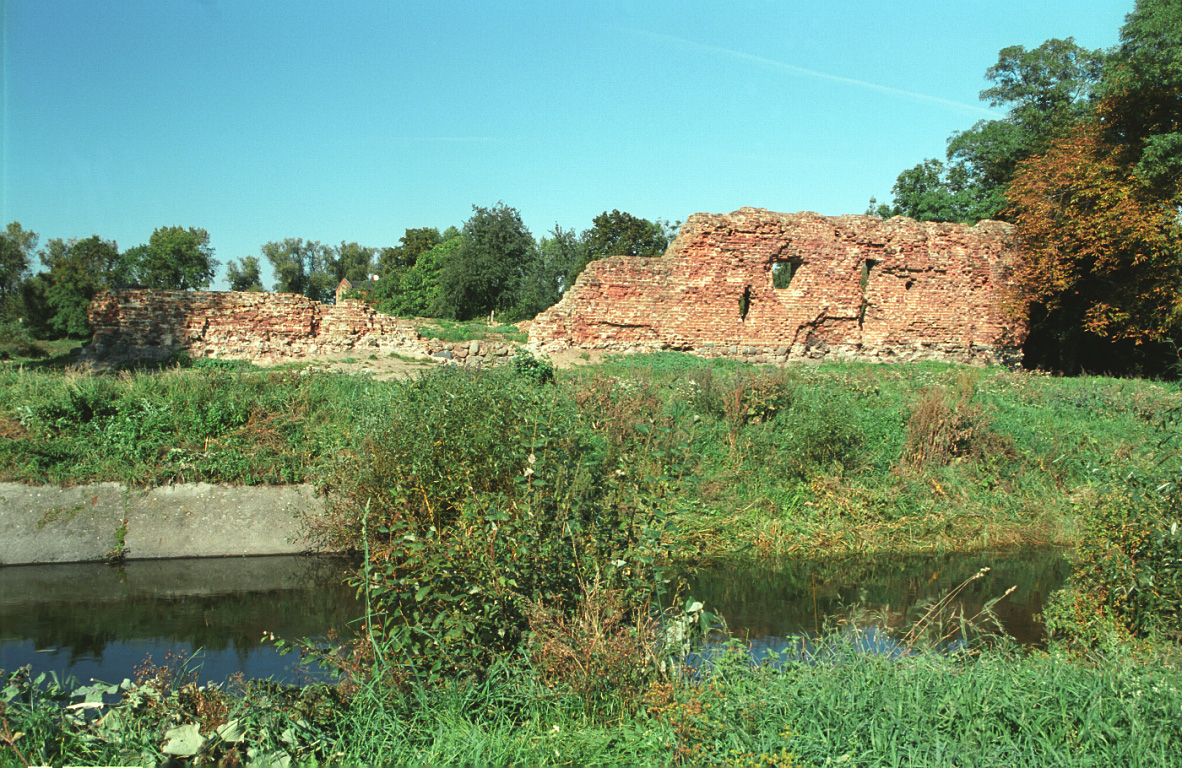
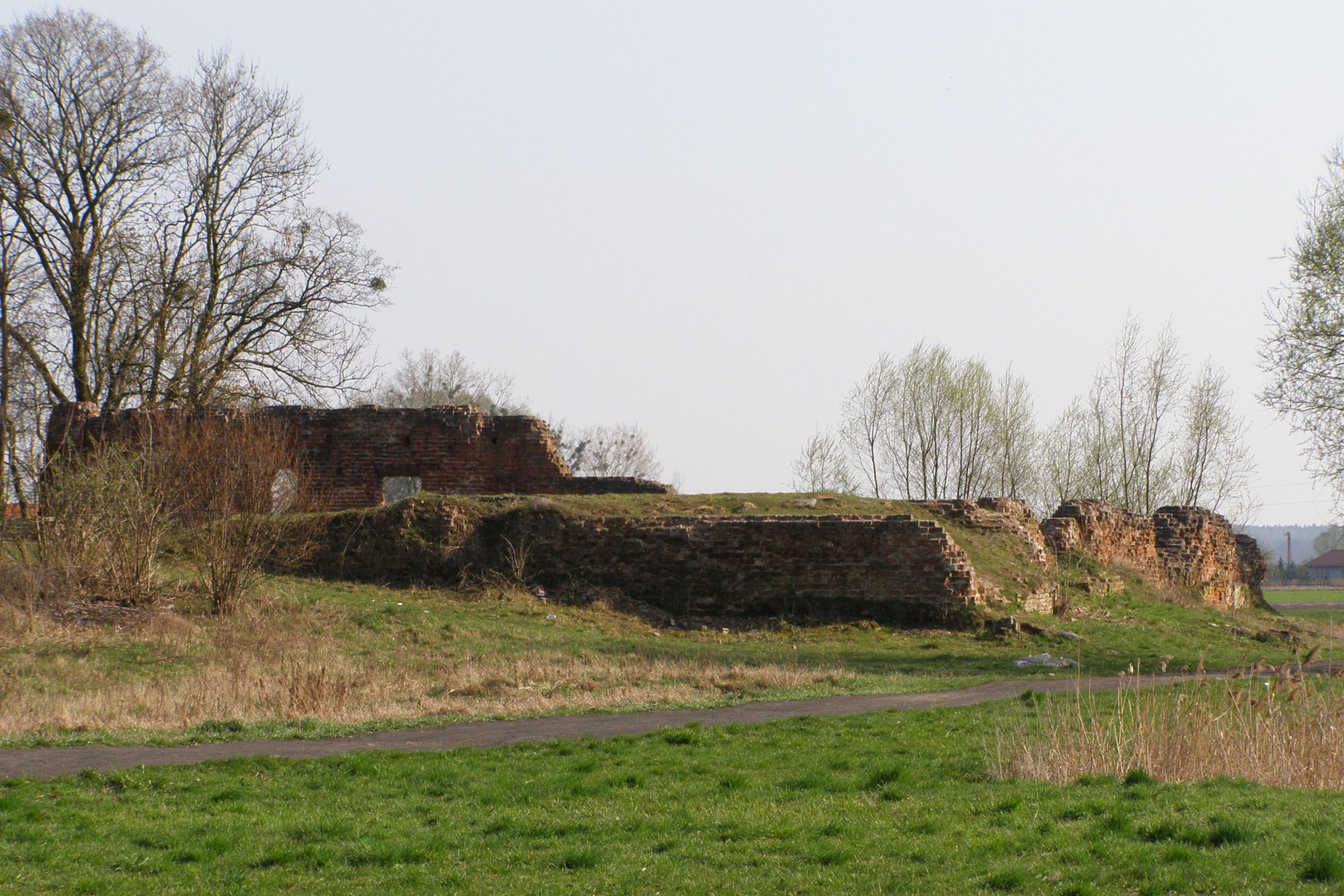
Widok od strony północnej
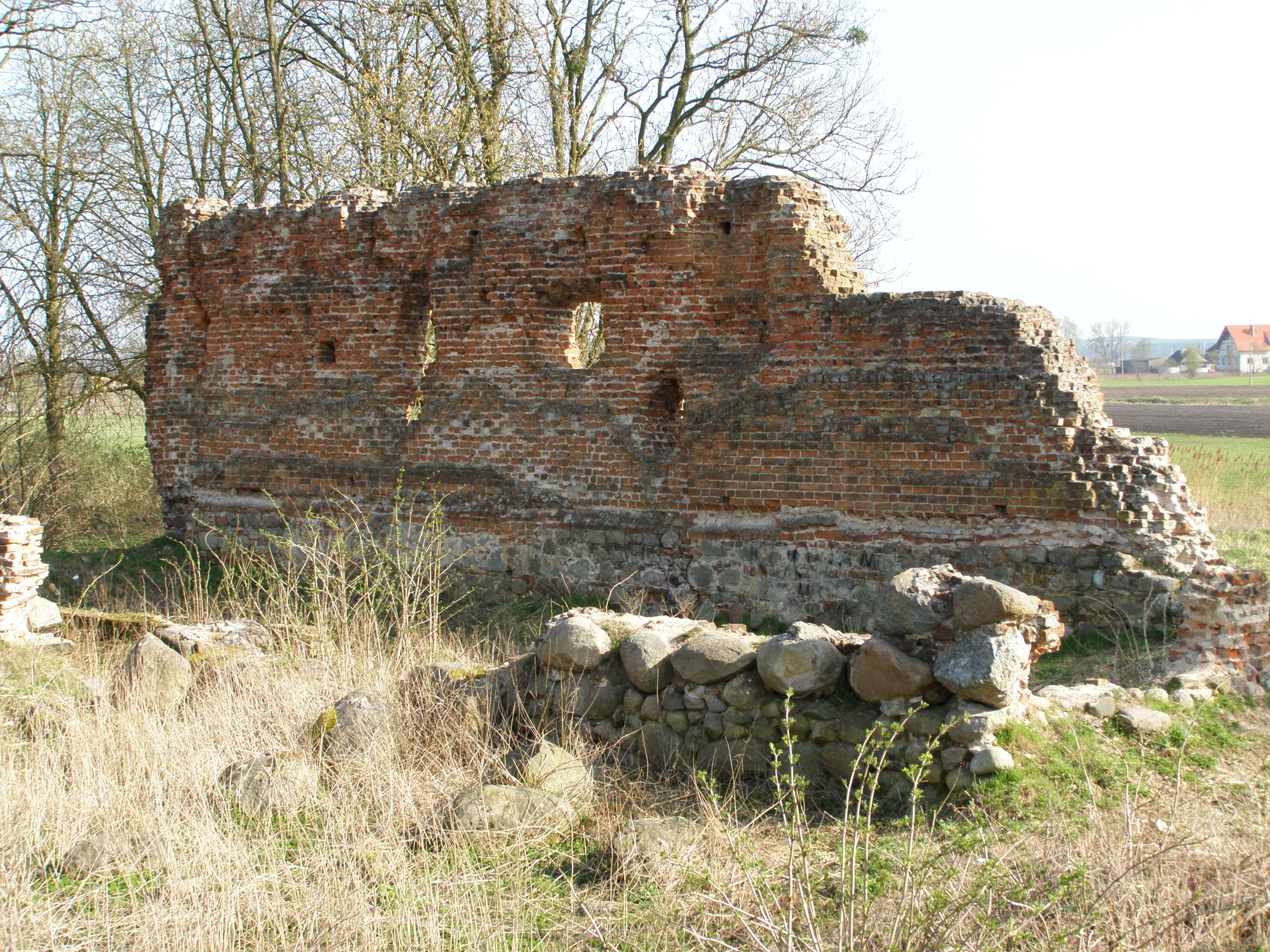
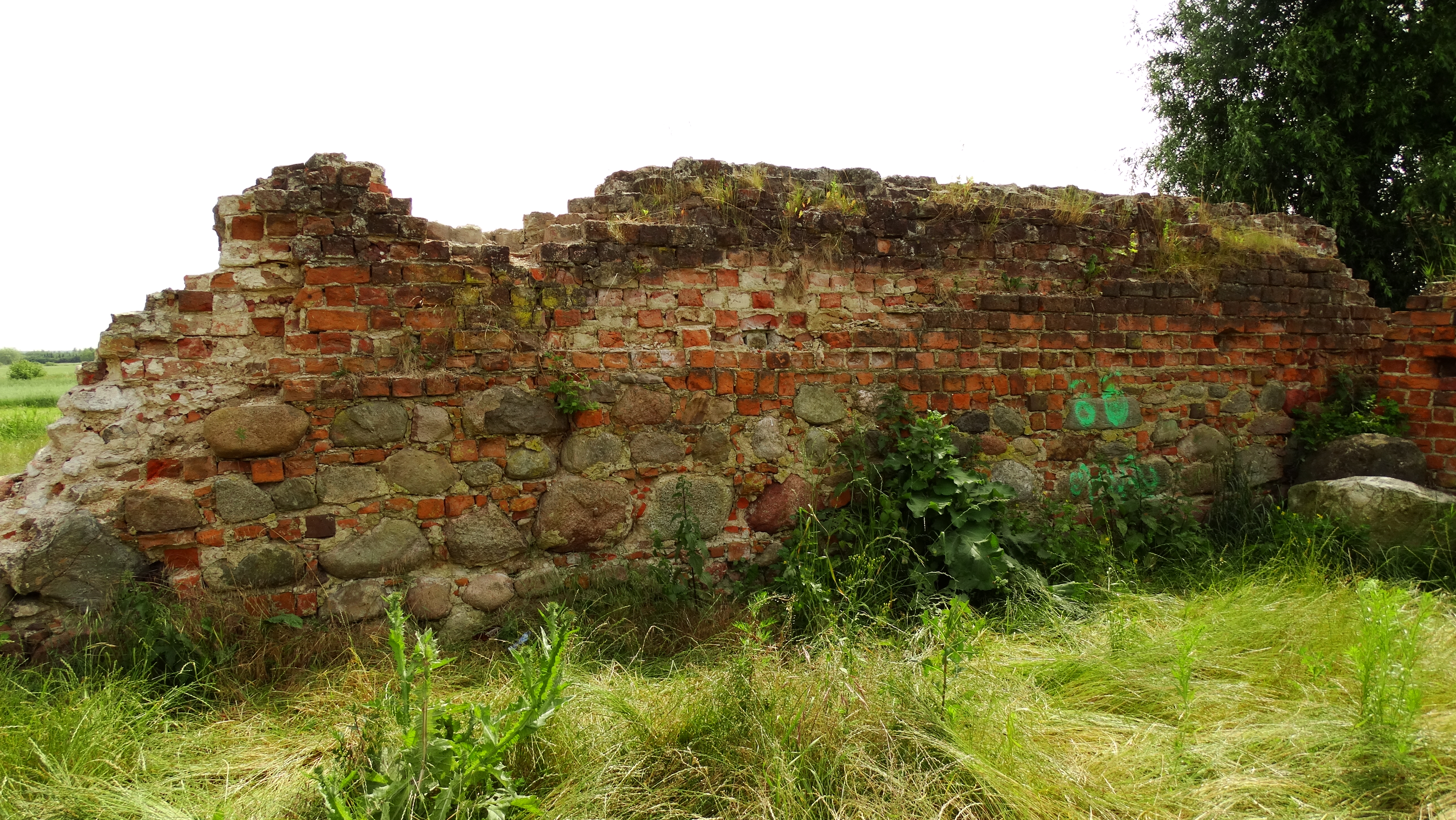
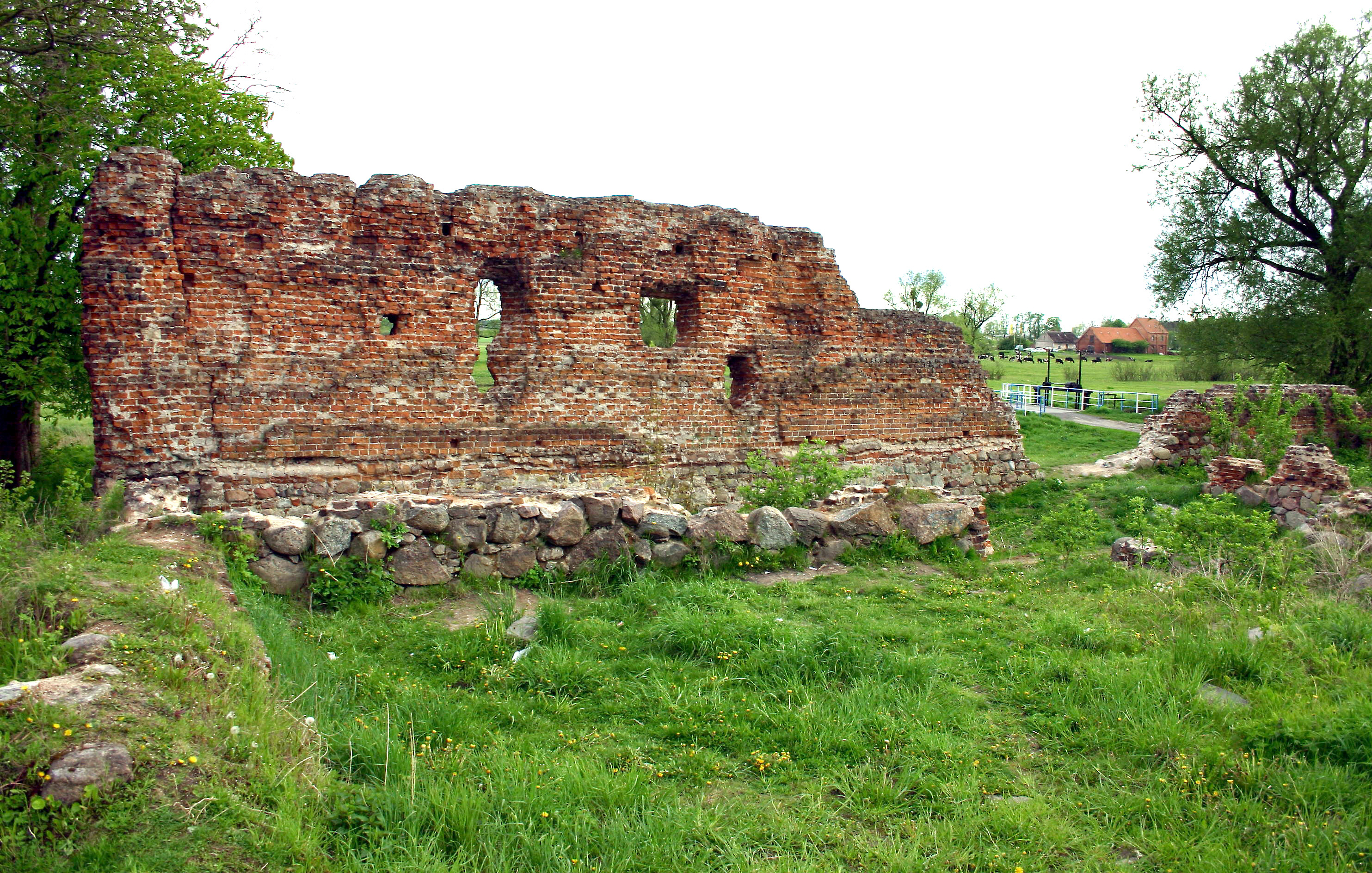
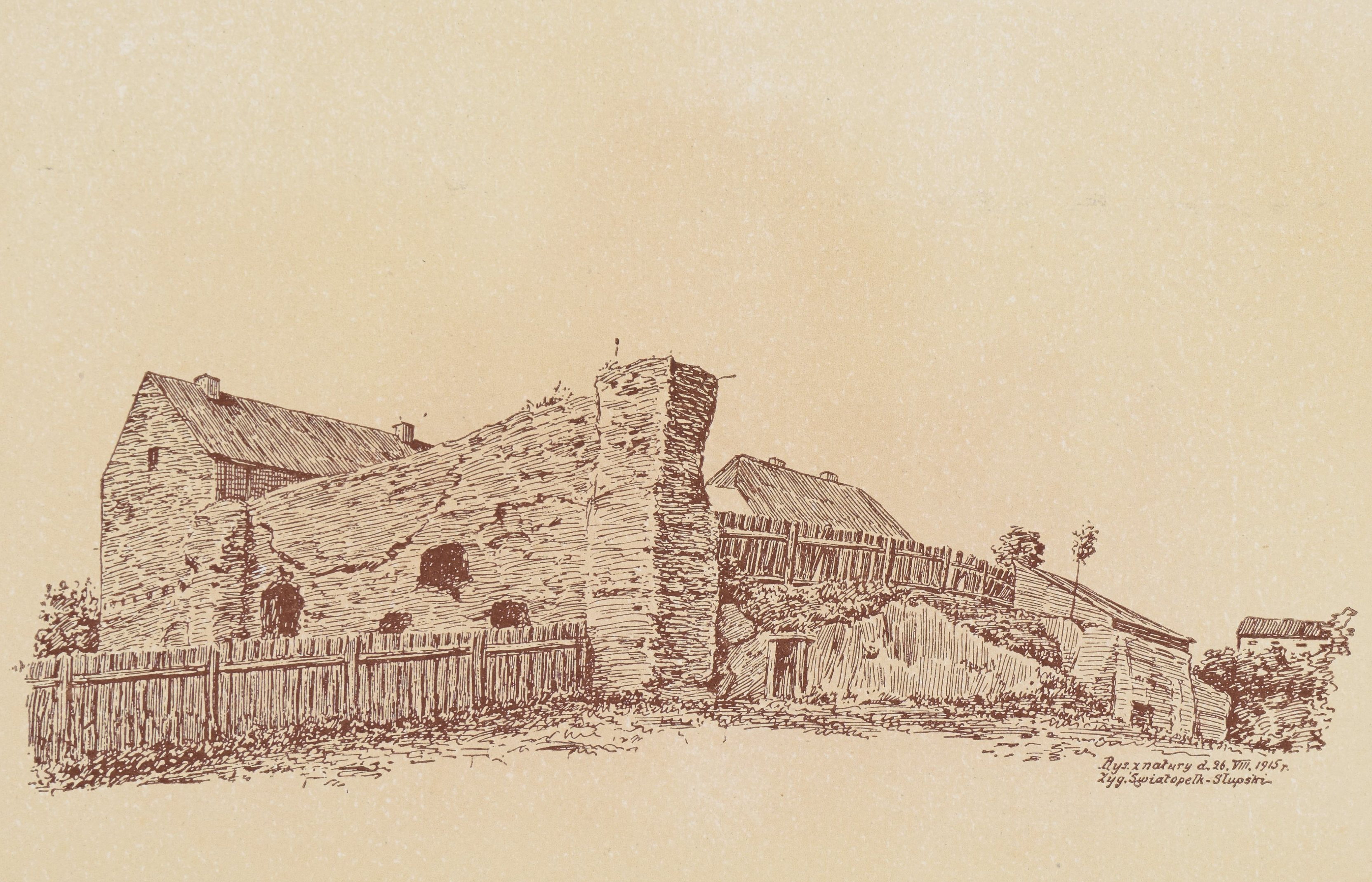